# جاك براونلو
جاك براونلو (بالإنجليزية: Jack Brownlow)‏ هو عازف جاز وعازف بيانو أمريكي، ولد في 3 مارس 1923 في سبوكين في الولايات المتحدة، وتوفي في 27 أكتوبر 2007.

## وصلات خارجية
- جاك براونلو على موقع ميوزك برينز (الإنجليزية)